# École secondaire ashrama de la mission Baranagore Ramakrishna
L'École secondaire ashrama de la mission Baranagore Ramakrishna (BRKMAHS, Bengali: ) est une école secondaire de premier cycle pour garçons dans le North 24 Parganas, dans le Bengale occidental, en Inde. L'école a été fondée en 1912. L'école est gérée par l'autorité d'ashrama de la mission Baranagore Ramakrishna sous la direction de la Mission Ramakrishna à Belur Math (prise en charge en 1924),,.

## Emblème

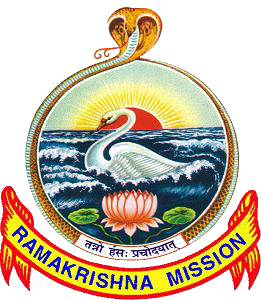
Emblème de BRKMAHS

Conçu et expliqué par Swami Vivekananda dans ses propres mots:
Les eaux ondulées sur la photo sont symboliques du Karma; le lotus, de Bhakti; et le soleil levant de Jnana. Le serpent qui entoure est révélateur du yoga et de la Kundalini Shakti éveillée, tandis que le cygne sur la photo représente Paramatman (Soi suprême). Par conséquent, l'idée de l'image est que, grâce à l'union du Karma, du Jnana, du Bhakti et du Yoga, la vision de Paramatman est obtenue.

## Établissement
La "Mission Brahmananda Ramakrishna" du XXe siècle est aujourd'hui la "Ashrama de la mission Baranagar Ramakrishna". Le XXe siècle était alors dans son enfance le grand héros et saint Vivekananda s'était élevé comme un phénix des cendres sa prédication divine avait enchanté le jeune esprit. L'Inde était alors sous l'esclavage britannique. Le gouvernement britannique avait déjà publié l'ordre de partition du Bengale conformément à la politique de division et de règle de George Curzon. L'air était loué avec les mélodies de Rabindranath "Banglar Mati Banglar Jal" Le Bengale est devenu turbulent et agité comme "Nataraj" avec les vagues du mouvement anti-partition et cette turbulence avait donné naissance à un certain nombre de rêveurs courageux inspirés par le paradigme de Swami Vivekananda. Sri Yogindnanata Tagore, disciple de Swami Brahmananda (Rakhal Maharaj) - un brave soldat du mouvement anti-britannique et un membre actif d'Anushilan Sarniti, fonda un orphelinat au nom de son précepteur à la maison de Panjas à Alambazar dans Kolkata Nord. En 1912, le jour pieux d'Akshaya Tritiya, l'organisation commença son voyage sous le nom de "Brahmananda Balakashrama".

## Histoire

### 1912–1976
L'école a été fondée le 20 avril 1912 (jour sacré d'Akshaya Tritiya) sous le nom de "Brahmananda Balakashrama" par Yogindranath Tagore et ne comptait que deux étudiants.
La mission Baranagore Ramakrishna est la métamorphose du Brahmananda Balakashrama du XXe siècle. L'école primaire de l'ashrama mise en place en 1934 s'est progressivement développée dans les écoles d'anglais moyen et inférieur. En 1954, l'école devint une école secondaire et en 1958, une école secondaire polyvalente polyvalente. Depuis 1976, l’école jouit du statut d’école Madhyamik reconnue par le gouvernement, comme l’a décidé l’administration de l’ashrama.

### 1976–2018
Jusqu'en 2018, l'enseignement est dispensé à l'école par le biais du bengali aux élèves du cinquième au dixième niveau. Il y a cinq sections dans chacune des classes de V – VIII et quatre sections dans les sections IX et X.

### 2018–Présent
En 2018, cette école a inauguré la section secondaire supérieure et l’enseignement est donné en bengali et en anglais dans cette section.

## Campus

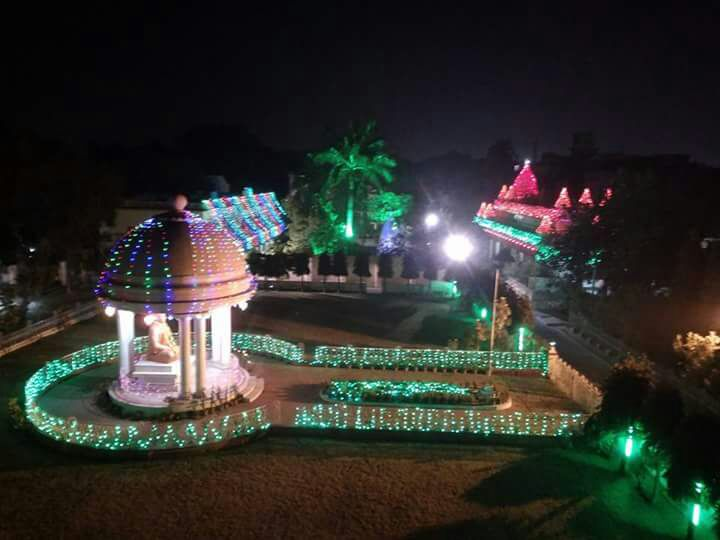
Vue de dessus du campus du BRKM lors du festival annuel de 2018

Ashrama a un grand campus. Il comprend une section d'école primaire, une section secondaire et une école secondaire, des bibliothèques, trois centres de formation gratuits, un dispensaire homéopathique à but non lucratif, une unité médicale mobile, une salle de prière, un temple, des quartiers de moine et des aires de jeux.

## Infrastructure

### Section secondaire

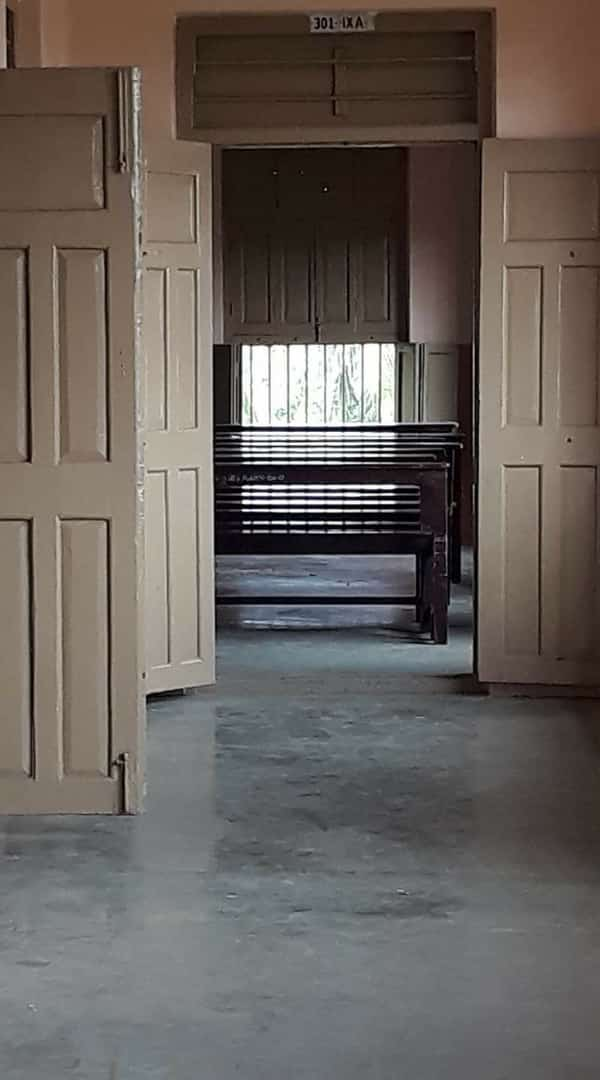
Couloir de la section secondaire du bâtiment de l'école.

Il existe deux bâtiments de section secondaire sur le campus de l’école, l’un pour les classes (V - VI) et l’autre pour les classes (VII - X). Il y a cinq sections dans chacune des classes de V-VIII et dans IX et X, il y a quatre sections chacune.

### Secondaire supérieur

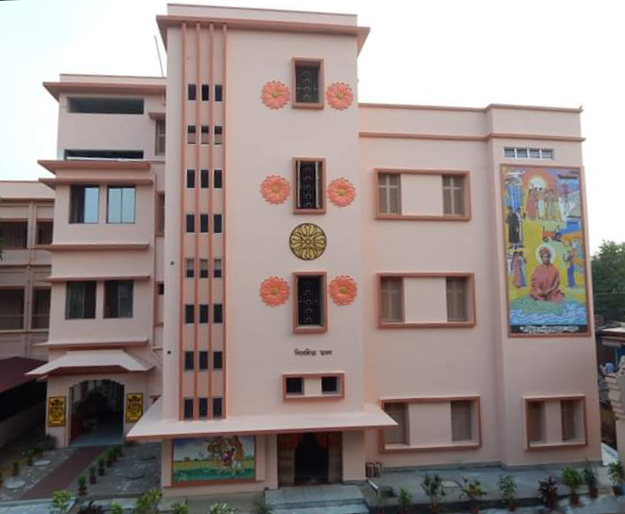
Nivedita Bhawan

Il existe un bâtiment de la section secondaire supérieure sur le campus de l’école pour les classes XI et XII. Le bâtiment s'appelle "Nivedita Bhawan" et a été inauguré par Swami Suhitananda ji maharaj le 14 mai 2018.

## Admission
L’admission de la première classe à la section primaire se fait par des examens écrits et oraux en anglais et en bengali. Pour l'admission en cinquième année du secondaire, il faut passer le test d'admission écrit (à la fois pour l'école et pour les étudiants externes). Les étudiants externes sont admis en neuvième année. Pour l'admission de la classe X de la division secondaire supérieure, le examen secondaire et les autres examens équivalents sont effectués sur la base de l'examen de dixième.

## Cours
La section secondaire supérieure de cette école propose des flux Arts et Science.

## Principes
Selon le calendrier de leurs travaux, la liste principale du l'école secondaire ashrama de la mission Baranagore Ramakrishna:

## Affiliations
La section secondaire (V - X) est affiliée à Conseil de l’enseignement secondaire du Bengale occidental (WBBSE) et la section secondaire supérieure (XI - XII) est affiliée au Conseil de l'enseignement secondaire supérieur du Bengale occidental (WBCHSE).

## Activités
BRKMAHS a organisé un programme de nettoyage intensif Swachh Bharat Abhiyan dans la localité voisine le 30 juin 2016, conformément aux instructions du siège Belur Math. Plus de 600 étudiants des niveaux VIII, IX et X ont participé activement au programme sous la direction de membres monastiques et brahmâries de l'Ashrama et de la quasi-totalité du personnel enseignant et non enseignant du lycée.

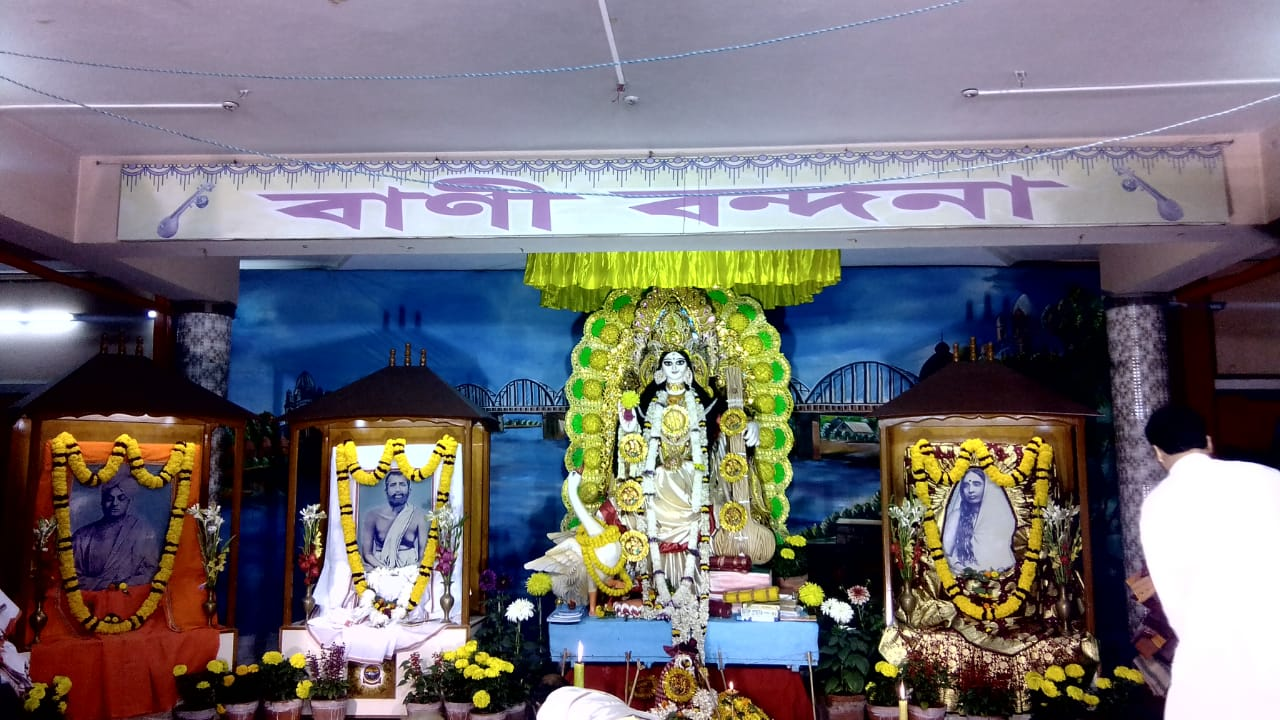
Saraswati puja à BRKM de 2019

En outre, cette institution est liée à de nombreuses activités culturelles et sociales tout au long de l’année.

## Association des anciens
Le comité de célébration de la réunion des anciens élèves de la haute école secondaire ashrama de la mission Baranagore Ramakrishna est le nom du comité d'association d'alumi de BRKMAHS. Chaque année, ce comité célèbre la cérémonie de réunion des anciens élèves de l’école. Ils sont associés à de nombreuses activités sociales tout au long de l’année.

## Anciens notables

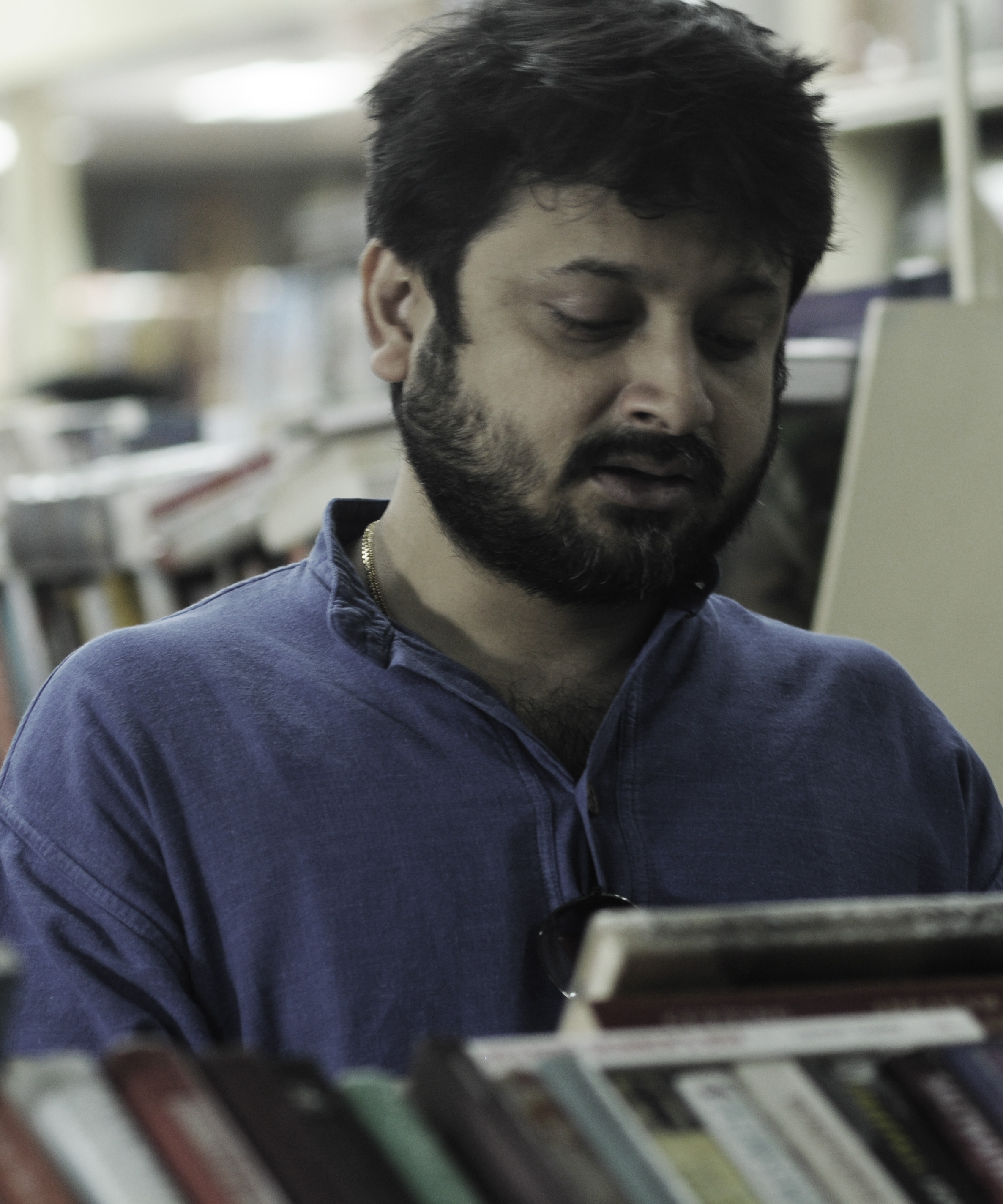
Shiboprosad Mukherjee

- Jeet Ganguli[14]
- Shiboprosad Mukherjee[15]
- Abhishek Chatterjee[16]
- Tathagata Mukherjee[17]

## Galerie

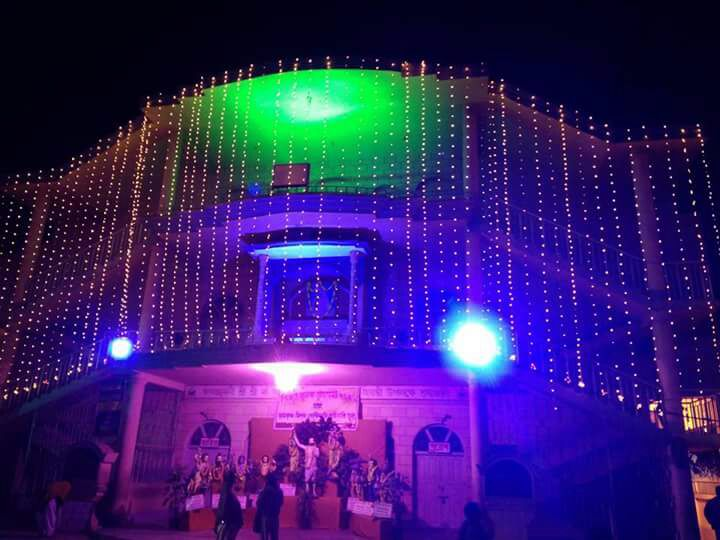
Salle de prière de Sarada Bhawan
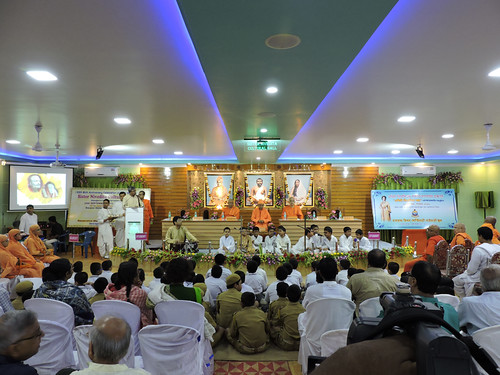
Salle culturelle Sœur Nivedita
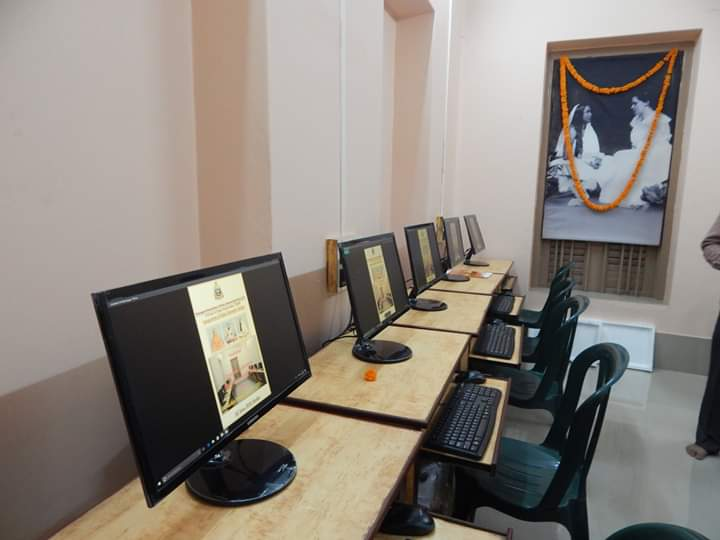
laboratoire informatique